# Stazione di Toyoshiki
La stazione di Toyoshiki (豊四季駅?, Toyoshiki-eki) è una fermata ferroviaria della città giapponese di Kashiwa della prefettura di Chiba ed è servita dalla linea Tōbu Noda (Tōbu Urban Park Line) delle Ferrovie Tōbu.

## Linee
Ferrovie Tōbu
 Linea Tōbu Noda

## Struttura
La stazione è realizzata in superficie, con due marciapiedi laterali e due binari passanti. Il fabbricato viaggiatori è situato sul lato in direzione Kashiwa (lato nord) e il secondo marciapiede è collegato all'uscita principale da un sovrappassaggio, con scale fisse, mobili e ascensori.
| 1 | ● Linea Tōbu Noda | per Nodashi, Kasukabe, Iwatsuki e Ōmiya         |
| 2 | ● Linea Tōbu Noda | per Kashiwa, Mutsumi, Shin-Kamagaya e Funabashi |

## Stazioni adiacenti
| «                      | Servizio   | »          |
| Linea Noda             | Linea Noda | Linea Noda |
| ---------------------- | ---------- | ---------- |
| Nagareyama-ōtakanomori | Locale     | Kashiwa    |